# Cox Habbema

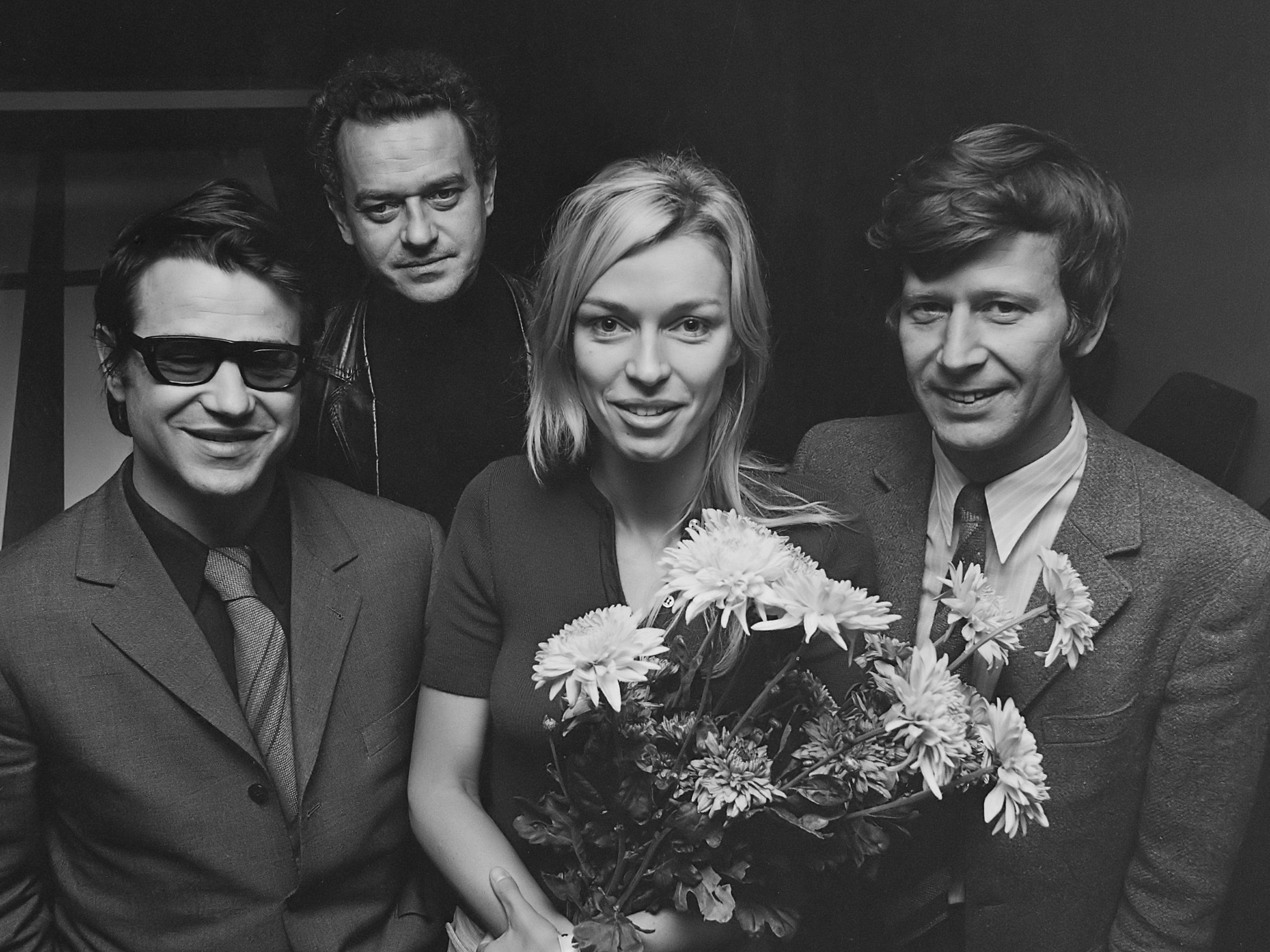
Cox Habbema met (v.l.n.r.) Hilmar Thate, Wolfgang Bayer en Eberhard Esche (1971)

Cornelia (Cox) Habbema (Amsterdam, 21 maart 1944 – aldaar, 18 april 2016) was een Nederlands actrice, theaterregisseur en directeur van de Stadsschouwburg Amsterdam.

## Levensloop
Na aanvankelijk Slavische talen te hebben gestudeerd, studeerde Habbema acteren en regie aan de Toneelschool Amsterdam. Ze debuteerde in 1967 bij Toneelgroep Centrum, en hospiteerde bij verschillende gezelschappen in Londen, Parijs en Italië en bij het Deutsches Theater Berlin. Van 1969 tot 1984 woonde en werkte ze grotendeels in Oost-Berlijn. Gedurende deze tijd was ze als actrice en regisseuse aan het Deutsches Theater verbonden. Daarnaast speelde Habbema gastrollen in Nederlandse en (Oost-)Duitse films en televisieseries, waaronder Polizeiruf 110, Doctor Vlimmen en de De komst van Joachim Stiller.
In 1968 kreeg ze de hoofdrol in de film Wie heiratet man einen König? van Rainer Simon, naast de Duitse acteur Eberhard Esche met wie ze een jaar later trouwde. Met hem maakte ze als regisseur, voordrachtskunstenaar en zangeres een reeks van programma's met klassieke balladen en Heine-gedichten. Ook wijdden Habbema en Esche zich in hun 'Habbema Theater Berlin' dat vijf jaar bestaan heeft, aan het werk van toneelschrijver Peter Hacks. In 1982 was ze in een hoofdrol te zien in De stilte rond Christine M. van regisseuse Marleen Gorris.
In 1984 keerde Habbema naar Nederland terug. Vervolgens werkte ze als producer, presentator en redactrice bij het NOS-programma Nederland C. Van 1986 tot 1996 was Habbema directeur van de Stadsschouwburg Amsterdam. In die jaren haalde ze ook musicals en modeshows binnen waardoor een nieuw publiek het elitaire imago van de schouwburg doorbrak. 'Café Cox' in het gebouw van de Amsterdamse schouwburg is naar haar genoemd. Ze speelde in 1991 en 1992 de rol van Vronie Hermans in de televisieserie Medisch Centrum West. In 2004 was ze in een gastrol te zien in de soapserie Het Glazen Huis. In 2005 maakte ze een tournee langs Nederlandse theaters met de monoloog Nee heb je, gebaseerd op het boek van Renate Rubinstein over leven met MS.
Na haar afscheid van de Amsterdamse schouwburg bleef ze actief in bestuurlijke functies op cultureel gebied, zoals het voorzitterschap van de Federatie van Kunstenaarsverenigingen. Ook was ze van 2003 tot 2008 lid van het Algemeen Bestuur van het Waterschap Amstel, Gooi en Vecht.

## Privé
Cox Habbema had twee broers, onder wie de televisie- en theaterregisseur Eddy Habbema. Zij trouwde driemaal, de eerste maal (in 1969) met Eberhard Esche. Haar derde echtgenoot was Herman van Gunsteren, emeritus-hoogleraar politicologie aan de Universiteit Leiden.
Op 21 mei 1963 was de toen 19-jarige studente Cox Habbema in het nieuws door een korte affaire met de 38-jarige chansonnier Charles Aznavour. Deze gaf enkele optredens in Nederland. Ze mocht mee naar zijn villa aan de Rivièra, maar op Schiphol kreeg de marechaussee argwaan wegens een vermoeden van schaking. Er werd contact gezocht met de familie en het vliegtuig, dat al op weg was naar de startbaan, kreeg bevel terug te keren. Cox, indertijd wettelijk nog minderjarig, werd door twee marechaussees van boord gehaald en overgedragen aan haar oom.
Habbema overleed in 2016 op 72-jarige leeftijd.

## Publicaties
In 2002 verscheen haar autobiografie Mijn koffer in Berlijn. Met Herman van Gunsteren publiceerde ze de boeken Oud fout (2006) en Perspectief op het politiek-publicitair complex in 2009 (2010).

## Selectieve filmografie

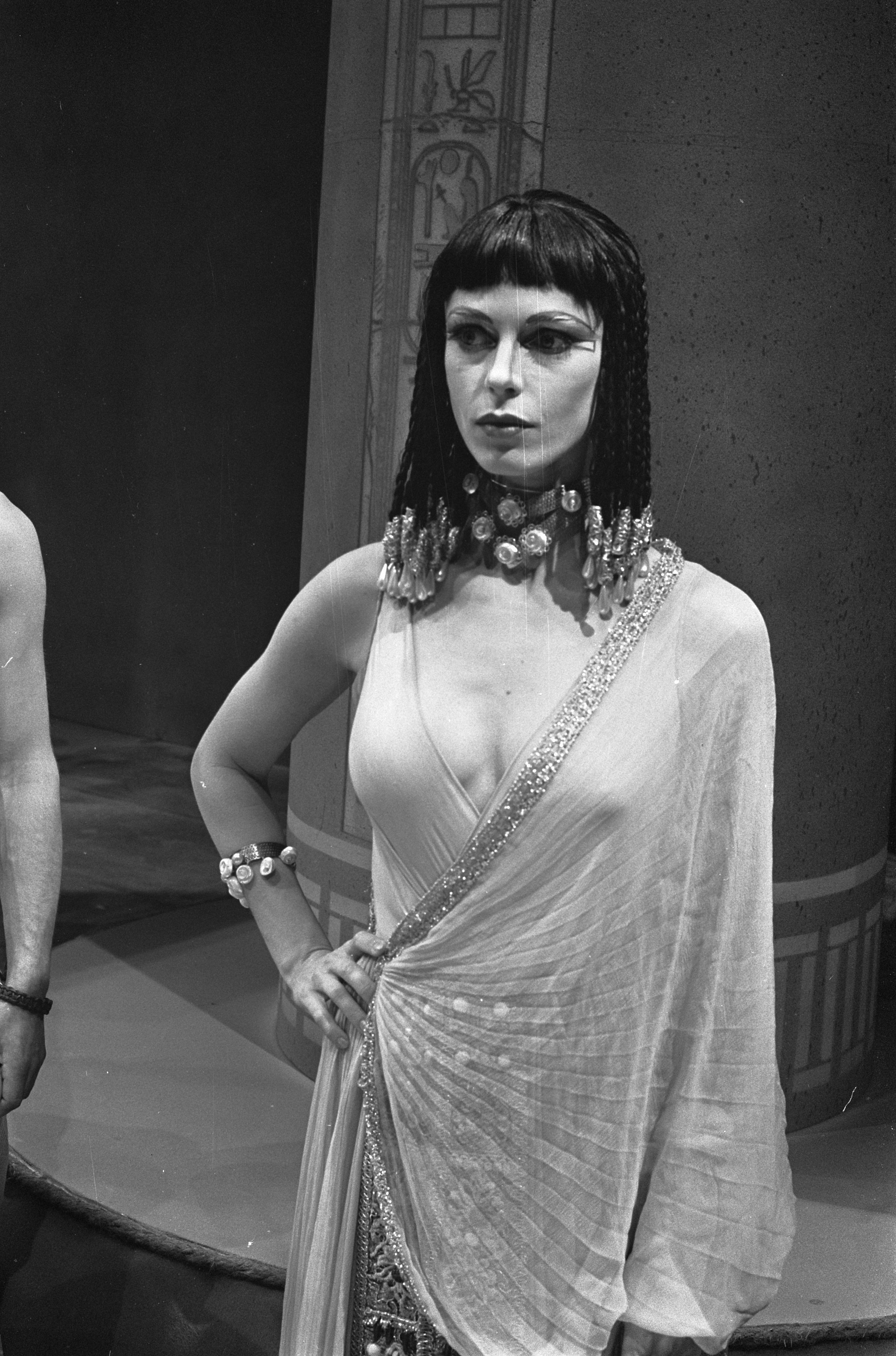
Habbema in het tv-stuk Ramcinitos en de dief (VPRO, 1973)

- Het Glazen Huis (televisieserie) – Jobien Meurs (afl. "Het jubileum", 2004)
- Oog in oog (televisieserie) – ernstig zieke vrouw (afl. "En geen angst", 1992)
- Medisch Centrum West (televisieserie) – Vronie Hermans (10 afl., 1991–1992)
- Braindrain (televisiefilm, 1989) – mevrouw Rijbroek
- De zesde klas (miniserie) – moeder van Marja (afl. "Scheiden", 1981)
- Armoede (televisieserie, 1982–1983) – Ammy de Brière
- De stilte rond Christine M. (1982) – Janine van den Bos
- Doctor Vlimmen (1978) – Paula
- Die drei Klumberger (televisieserie, 1977) – Carolyn
- De komst van Joachim Stiller (televisieserie/-film, 1976) – Simone Marijnissen
- Rufus (1975) – Lilian
- Gyges en Kandaules (televisiefilm, 1974) – de koningin
- De dief (televisiefilm, 1974) – de dochter van de farao
- Polizeiruf 110 (televisieserie) – Dr. Brigitte Riedel (afl. "Freitag gegen Mitternacht", 1973)
- Tien kleine negertjes (theater, 1970) – Vera Claythorne